# Daydream Café
「Daydream Café」（デイドリーム・カフェ）は、1999年5月12日にリリースされたFayrayの4thシングル。発売元はアンティノスレコード。

## 収録曲
全曲 作詞：井上秋緒、作曲：浅倉大介
1. Daydream Café
  - 編曲：浅倉大介
2. Daydream Café（Nightdream Mix by Y・F）
  - 編曲：福田裕彦
3. Daydream Café（Original Backing Track）

## 参加ミュージシャン
- 浅倉大介：Programming & Keyboards & Chorus
- 葛城哲哉：Guitar
- 斉藤久美：Chorus

## タイアップ
- 朝日放送テレビ・テレビ朝日系「人気者でいこう!」エンディングテーマ（#1）

## テレビ出演
Daydream Café
- 1999年3月29日 フジテレビ系「HEY!HEY!HEY! MUSIC CHAMP MUSIC AWARDS Ⅲ」
- 1999年5月1日 TBS系「CDTV」
- 1999年6月5日 NHK総合「ポップジャム」
- 1999年6月7日 フジテレビ系「HEY!HEY!HEY! MUSIC CHAMP」
- 1999年6月11日 テレビ朝日系「ミュージックステーション」
- 1999年6月24日 TBS系「うたばん」